# Adriane Lopes
Adriane Lopes (Grandes Rios, 26 juni 1976) is een Braziliaanse politicus die sinds 2022 burgemeester is van Campo Grande.

## Biografie
Lopes werd geboren op 26 juni 1976, als dochter van Gisleni Garcia Barbosa en Antônio Ferreira Barbosa.
Voordat zij afstudeerde in de rechten en bestuurskunde en stedenbouw, werkte zij vier jaar in de ijsfabriek van haar vader en later bij het Staatsagentschap voor het beheer van het penitentiair systeem (Agepen) in Brazilië.
Zij is coach en leader coach van het Instituto Brasileiro de Coaching (IBC).

## Privéleven
Ze is getrouwd met de Braziliaanse politicus Lídio Lopes en ze hebben twee kinderen.